# Серро-дель-Больсон
Се́рро-дель-Больсо́н (ісп. Cerro del Bolsón) — гора в аргентинській провінції Тукуман. Висота Серро-дель-Больсон 5552 м, що порівняно мало поряд з шеститисячниками Анд, але гора відзначається великою відносною висотою 3252 м і є 69-ю найвищою за цим показником у світі. Також Серро-дель-Больсон є найвищою точкою провінції Тукуман.